# Infanteria stelară (film)
Infanteria stelară (engleză: Starship Troopers) (1997) este un film thriller științifico-fantastic militar regizat de Paul Verhoeven după un scenariu de Edward Neumeier bazat pe romanul Starship Troopers de Robert A. Heinlein. Este primul film din franciza Starship Troopers. Filmul a avut un buget enorm estimat la 105 milioane $, având încasări mondiale de peste 121 milioane $. În rolurile principale joacă actorii Casper Van Dien, Denise Richards, Dina Meyer, Jake Busey, Neil Patrick Harris, Clancy Brown și Michael Ironside.

## Prezentare
Povestea urmărește peripețiile unui tânăr soldat pe nume Johnny Rico în cadrul Infanteriei Mobile, o unitate militară din viitor. Cariera militară a lui Rico progresează de la recrut la subofițer și în cele din urmă devine ofițer, pe fondul unui război interstelar între omenire și o specie arahnoidă cunoscute sub numele de „Gândaci”.

## Actori
- Casper Van Dien este Pvt./Cpl./Sgt./Lt. Juan "Johnny" Rico
- Denise Richards este Lt./Capt. Carmen Ibanez
- Dina Meyer este Dizzy Flores
- Jake Busey este Pvt. Ace Levy
- Neil Patrick Harris este Col. Carl Jenkins
- Clancy Brown este Career Sgt./Pvt. Zim
- Michael Ironside este Lt. Jean Rasczak
- Seth Gilliam este Sugar Watkins
- Patrick Muldoon este Lt. Zander Barcalow
- Bruce Gray este Sky Marshal Dienes
- Marshall Bell este Gen. Owen
- Eric Bruskotter este Pvt. Breckinridge
- Brenda Strong este Capt. Deladier
- Christopher Curry este Bill Rico
- Lenore Kasdorf este Mrs. Rico
- Denise Dowse este Sky Marshal Meru
- Amy Smart este Pilot Cadet/Lt. Lumbreiser
- Rue McClanahan este Biology teacher
- Dale Dye este unnamed general
- Anthony Ruivivar este Shujumi
- Robert David Hall este Recruiter